# Arietiden
Bei den Arietiden handelt es sich um einen vom 14. Mai bis zum 24. Juni aktiven Meteorstrom, der sein Maximum am 7. Juni erreicht. Da die Arietiden in Mitteleuropa nur tagsüber oberhalb des Horizontes zu finden sind, kann man diese dort mit dem bloßen Auge nicht beobachten. Sie können nur mit Hilfe von Radiowellen registriert werden.
Sofern Meteore in die Atmosphäre eintreten, hinterlassen sie kurzlebige ionisierte Spuren, welche bestimmte Radiowellen gut reflektieren. Beim Einsatz von geeigneten Radioquellen können die von den Ionisationsspuren reflektierten Signale mit Hilfe von Detektoren registriert werden.